# UGC 9618
UGC 9618 (auch VV 340 oder Arp 302) ist ein wechselwirkendes Galaxienpaar im Sternbild Bärenhüter, das etwa 450 Millionen Lichtjahre von der Milchstraße entfernt ist. Es handelt sich um zwei sehr gasreiche Spiralgalaxien in einem frühen Stadium der Verschmelzung. Die Galaxie in Kantenstellung trägt die Bezeichnung VV 340 Nord, diejenige in Draufsicht VV 340 Süd. Halton Arp gliederte seinen Katalog ungewöhnlicher Galaxien nach rein morphologischen Kriterien in Gruppen. Dieses Galaxienpaar gehört zu der Klasse Unklassifizierte Doppelgalaxien.
Im Jahr 2011 wurde dieses Paar mit dem Chandra-Röntgenteleskop beobachtet:
Durch die gravitative Wechselwirkung der beiden Sternsysteme werden die in ihnen befindlichen Ansammlungen aus Gas und Staub zur Bildung einer großen Zahl massereicher blauer Sterne angeregt. Daher strahlen die beiden Galaxien auch im blauen sichtbaren Licht so intensiv. Diese Sterne sind so heiß, dass sie große Mengen an Röntgenstrahlung aussenden.
Da die beiden Galaxien aber auch im langwelligen infraroten Licht sehr leuchtkräftig sind, werden sie auch als „leuchtstarke Infrarot-Galaxien“ (luminous infrared galaxies, LIRG) bezeichnet.

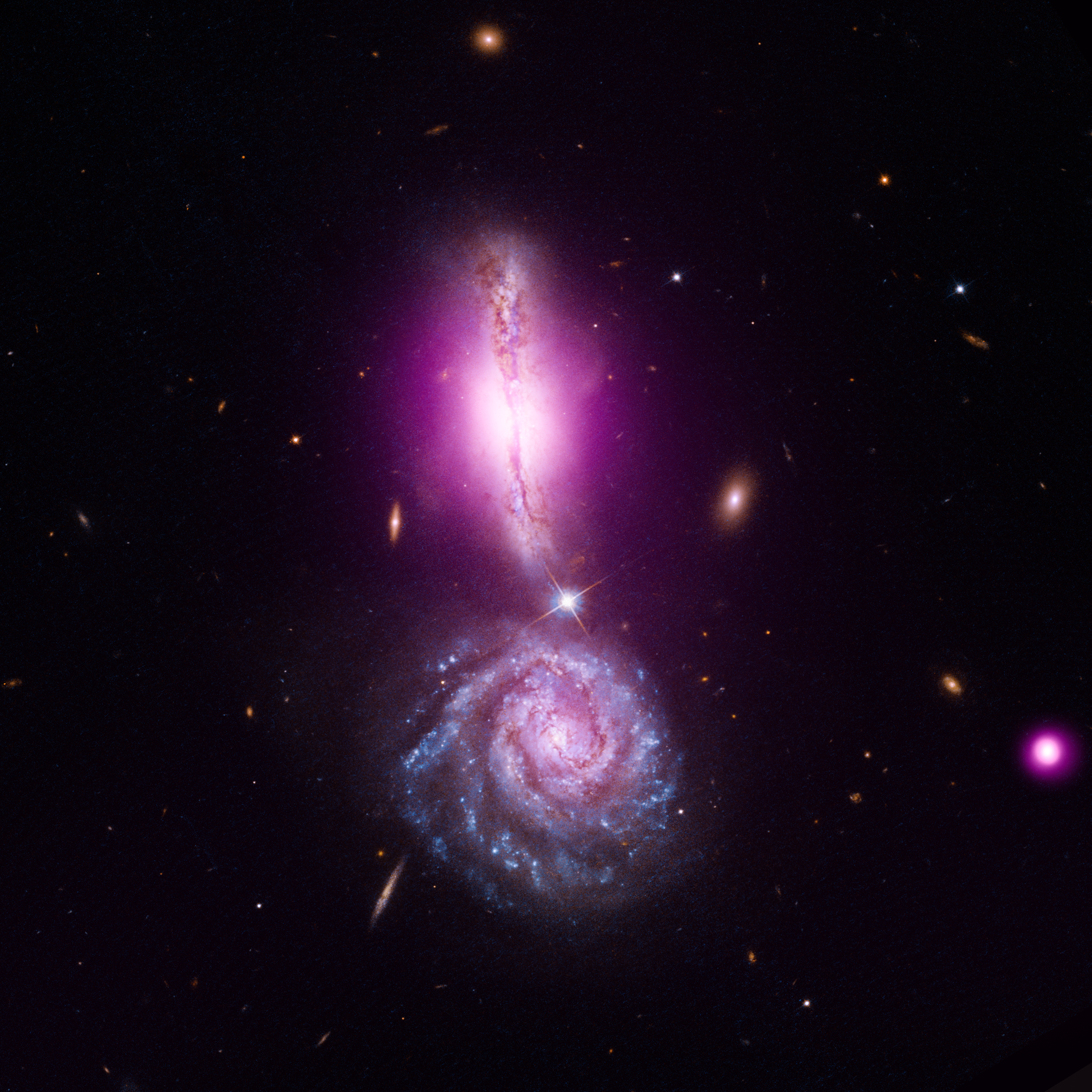
Das Bild ist eine Zusammensetzung von Aufnahmen im Röntgenlicht (violette Farbtöne) und im sichtbaren Licht. Die Bildbreite beträgt 2,2 Bogenminuten oder 225.000 Lichtjahre.